# 費爾巴赫河
50°29′39″N 12°44′26″E / 50.4942°N 12.7405°E
費爾巴赫河是德國的河流，位於該國東部薩克森自由州，處於厄爾士山脈，屬於施瓦茨瓦瑟河的左支流，河道全長3.5公里，流域面積6.4平方公里。